# Kota Ogino
Kota Ogino (荻野 広大 Ogino Kota?), född 2 maj 1997 i Kyoto prefektur, är en japansk fotbollsspelare.
Ogino började sin karriär 2015 i Kyoto Sanga FC. 2016–2017 blev han utlånad till Kamatamare Sanuki. 2018 blev han utlånad till Tegevajaro Miyazaki. 2019 blev han utlånad till Londrina EC.